# Louis-Marie d'Arenberg
Louis-Marie d'Arenberg, né le 19 février 1757 à Bruxelles, mort le 30 mars 1795 à Rome, de la maison de Ligne/Arenberg, est duc d'Aremberg en Rhénanie-Palatinat, colonel d'un régiment d'infanterie allemand au service de la France et chevalier de l'Ordre de Saint-Hubert. Il est l'arrière-grand-père de l'impératrice autrichienne Élisabeth de Bavière.

## Origine
Il est le septième et dernier fils du maréchal autrichien Charles Marie Raymond (1721-1778), 5e duc d'Arenberg, et de son épouse Louise-Marguerite de Mark-Schleiden (1730-1820), fille héritière du comte Louis Engelbert de La Marck et Schleiden (1701-1773) et de Marie-Anne-Hyacinthe de Wisdelu (1712-1731). Il est le petit-fils du duc Léopold-Philippe d'Arenberg (1690-1754) et l'arrière-petit-fils du prince et duc Philippe-Charles d'Arenberg (1587-1640). Son frère aîné Louis-Engelbert (1750-1820) était duc d'Arenberg, d'Aarschot et de Meppen et, à partir de 1803, prince de Recklinghausen.
Louis-Marie d'Arenberg meurt à l'âge de 38 ans le 30 mars 1795 à Rome.

## Descendance

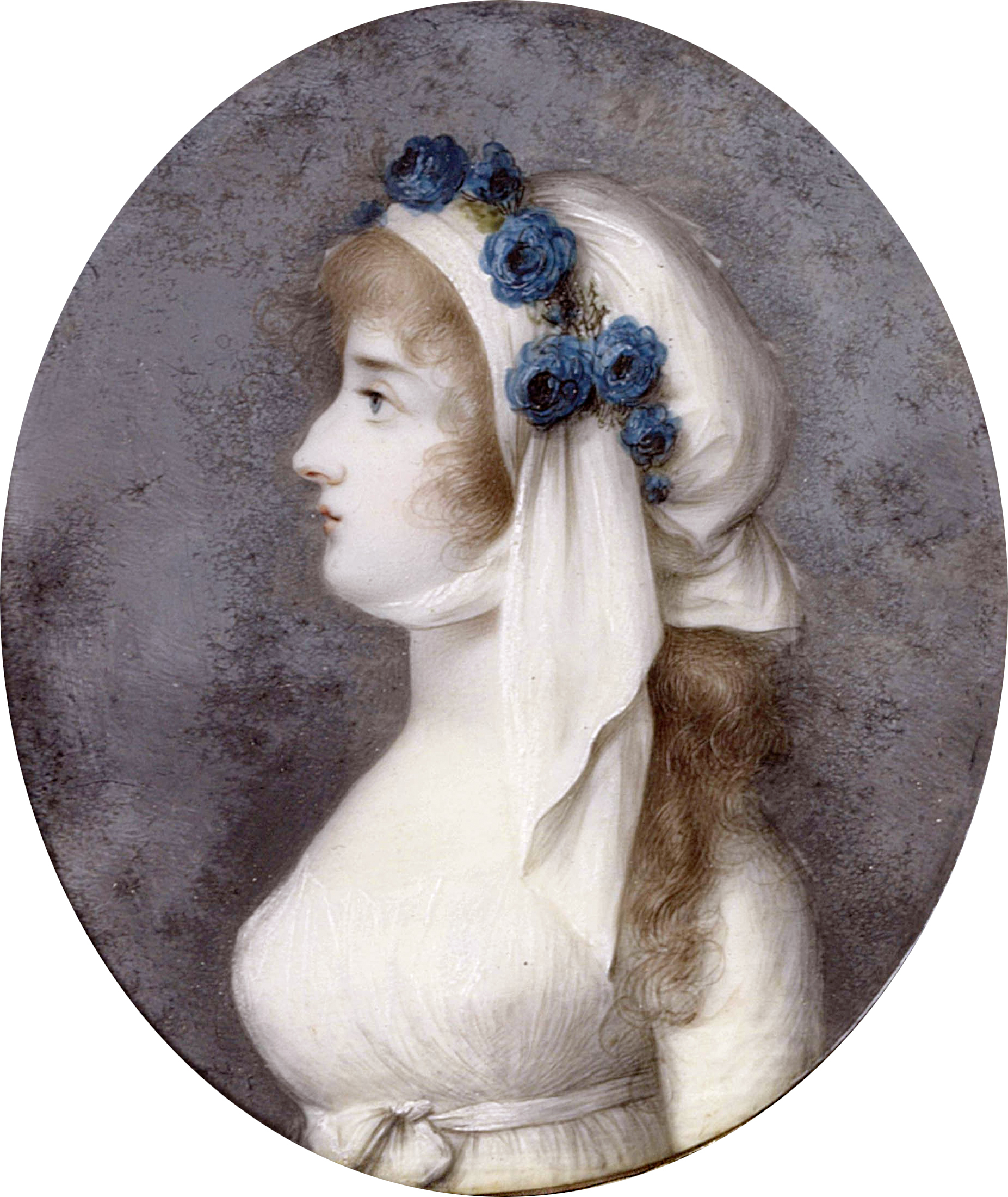
Princesse Élisabeth Borisovna Shakhovskaya

Il se marie une première fois avec une fille du marquis Louis Joseph de Miley-Nesle, prince d'Orange (1744-1810). Ils ont une fille ,:
- Amélie Louise d'Arenberg (10 avril 1789, Bruxelles ; † 4 avril 1823, Bamberg), mariée le 26 mai 1807 à Bruxelles au duc Pie-Auguste en Bavière (1786-1837) ; grand-mère de l'impératrice Élisabeth de Bavière (Sissi).

Il se marie en secondes noces le 4 ou le 13 février 1792 à Paris avec la princesse Elisaveta Borisovna Shakhovskaya (29 novembre 1773, Moscou ; † 20/27 octobre 1796, Moscou), fille du lieutenant-général prince Boris Grigoryevich Shakhovskaya (1737-1813) et de la baronne Varvara Stroganov (1748-1823). Ils ont une fille :
- Catherine (* 1er décembre 1792 ; † 1er août 1794)

Sa veuve Elisaveta Borisovna Shakhovskaya se marie une seconde fois en 1795 avec le prince Pyotr Feodorovich Shakhovskaya (17 mars 1773 ; † 9 octobre 1841).